# Пєшков Василь Аврамович
Василь Аврамович Пєшков (1 серпня (14 серпня) 1906, хутір Гончаров  (нині село Чорнобривкине, тепер Путивльського району Сумської області) — ?) — український радянський партійний діяч, 1-й секретар Охтирського райкому КПУ. Депутат Верховної Ради УРСР 3—4-го скликань. Член Ревізійної Комісії КПУ в 1954—1960 р.

## Біографія
Народився у родині селянина-бідняка, Авраама Іонова Пєшкова та його дружини Марії Фроловни Пєшковой (Алад'їної), третьою дитиною. Закінчив путивльську індустріальну профшколу.
Трудову діяльність розпочав у 1926 році креслярем Буринського цукрового заводу на Сумщині.
У 1927—1938 роках — слюсар-інструментальник теплотехнічного заводу, теплотехнік, майстер вогнетривкого цеху, начальник пічного цеху заводу імені Будьонного міста Артемівська Донецької області.
Член ВКП(б) з 1931 року.
У 1939—1941 роках — інструктор Путивльського районного комітету КП(б)У Сумської області, інструктор Сумського обласного комітету КП(б)У. У 1941 році був евакуйований у східні райони СРСР.
У 1941—1943 роках — інструктор Козловського районного комітету ВКП(б) Мордовської АРСР, голова колгоспу «Красный Октябрь» Козловського району Мордовської АРСР. 
У 1943 — грудні 1949 року — секретар Роменського районного комітету КП(б)У Сумської області; 1-й секретар Недригайлівського районного комітету КП(б)У Сумської області.
У грудні 1949 — 1958 року — 1-й секретар Охтирського районного комітету КПУ Сумської області.
У 1958 — початок 60-х рр. — голова виконавчого комітету Охтирської районної ради депутатів трудящих Сумської області.

## Нагороди
- орден Трудового Червоного Прапора (23.01.1948)
- ордени
- медалі